# Vassil Spàssov
Vassil Spàssov (en búlgar: Васил Спасов; nascut a Varna el 17 de febrer de 1971) és un jugador d'escacs búlgar que té el títol de Gran Mestre.
A la llista d'Elo de la FIDE de desembre hi tenia un Elo de 2555 punts, cosa que en feia el jugador número 7 (en actiu) de Bulgària. El seu màxim Elo va ser de 2621 punts, a la llista de setembre de 2010 (posició 159 al rànquing mundial).

## Resultats destacats en competició
Spàssov va guanyar el campionat del món juvenil de 1989. Spàssov ha guanyat a més cinc cops el Campionat de Bulgària, els anys 1990, 1997, 2000, 2003 i 2008. El 2010 fou segon al 32è Campionat obert de Bulgària, a Plòvdiv (empatat al primer lloc amb 7,5 punts amb Atanas Kolev i Julian Radulski). El 2013 fou quart al campionat de Bulgària en un torneig disputat l'abril a Bankia (el campió fou Kiril Gueorguiev).